# Landschaftsschutzgebiet Siekbachtal östlich Grester Feld
Das Landschaftsschutzgebiet Siekbachtal östlich Grester Feld mit etwa 5,8 ha Flächengröße liegt im Ortsteil Greste des Gemeindegebietes von Leopoldshöhe. Es wurde 2001 mit dem Landschaftsplan Nr. 2 Leopoldshöhe/Oerlinghausen-Nord durch den Kreistag des Kreises Lippe als Landschaftsschutzgebiet (LSG) ausgewiesen. Südlich grenzt direkt das Stadtgebiet von Lage an.

## Beschreibung
Das LSG umfasst Grünlandtalbereiche mit dem stark mäandrierenden und naturnahen Siekbach (Zufluss des Haferbachs), wobei der Bach selbst teils im Stadtgebiet von Lage liegt. Am Siekbach stehen Ufergehölze mit Weiden und Kopfweiden. Bauernhöfe und Einzelbauten grenzen teils direkt an.

## Schutzzwecke für das LSG
Laut Landschaftsplan erfolgte die Ausweisung des LSG
- „zur Erhaltung und Wiederherstellung der Leistungsfähigkeit des Naturhaushaltes mit seinen vielfältigen Funktionen Wasserschutz, Klimaschutz, Bodenschutz, Biotop- und Artenschutz in einem durch Siedlungsbereiche, Streubebauung und Verkehr stark beanspruchten und z.T. beeinträchtigten Raum,“
- „zur Erhaltung der Nutzungsfähigkeit der Naturgüter,“
- „zur Erhaltung und Entwicklung des für den Planungsraum typischen Landschaftsbildes mit seinen prägenden Tälern, naturnahen Waldbeständen, geomorphologischen Ausprägungen und gliedernden und belebenden Elementen,“
- „zur Erhaltung und Sicherung der besonderen Bedeutung des Planungsraumes für die Erholung.“[1]

## Rechtliche Vorschriften
Im Landschaftsschutzgebiet ist unter anderem das Errichten von Bauten und Fischteichen verboten. Grün- und Brachland darf nicht in eine andere Nutzungsart umgewandelt oder umgebrochen werden.